# Veľké Straciny
Veľké Straciny és un poble i municipi d'Eslovàquia. Es troba a la regió de Banská Bystrica.

## Història
La primera menció escrita de la vila es remunta al 1236.

## Demografia
| Godina             | 1994 | 2004    | 2014    | 2024   |
| ------------------ | ---- | ------- | ------- | ------ |
| Nombre de persones | 172  | 153     | 175     | 173    |
| Diferència         |      | −11,04% | +14,37% | −1,14% |

| Godina             | 2023 | 2024   |
| ------------------ | ---- | ------ |
| Nombre de persones | 174  | 173    |
| Diferència         |      | −0,57% |